# درمان خماری
درمان‌های خماری عبارتند از مواد خوراکی و داروهایی که بالقوه می‌توانند مشکلات آزاردهندهٔ ناشی از خماری را از بین ببرد.
در ارمنستان برای درمان خماری از کله‌پاچه استفاده می‌کنند.

## فهرست مواد خوراکی مؤثر در کاهش آثار خماری

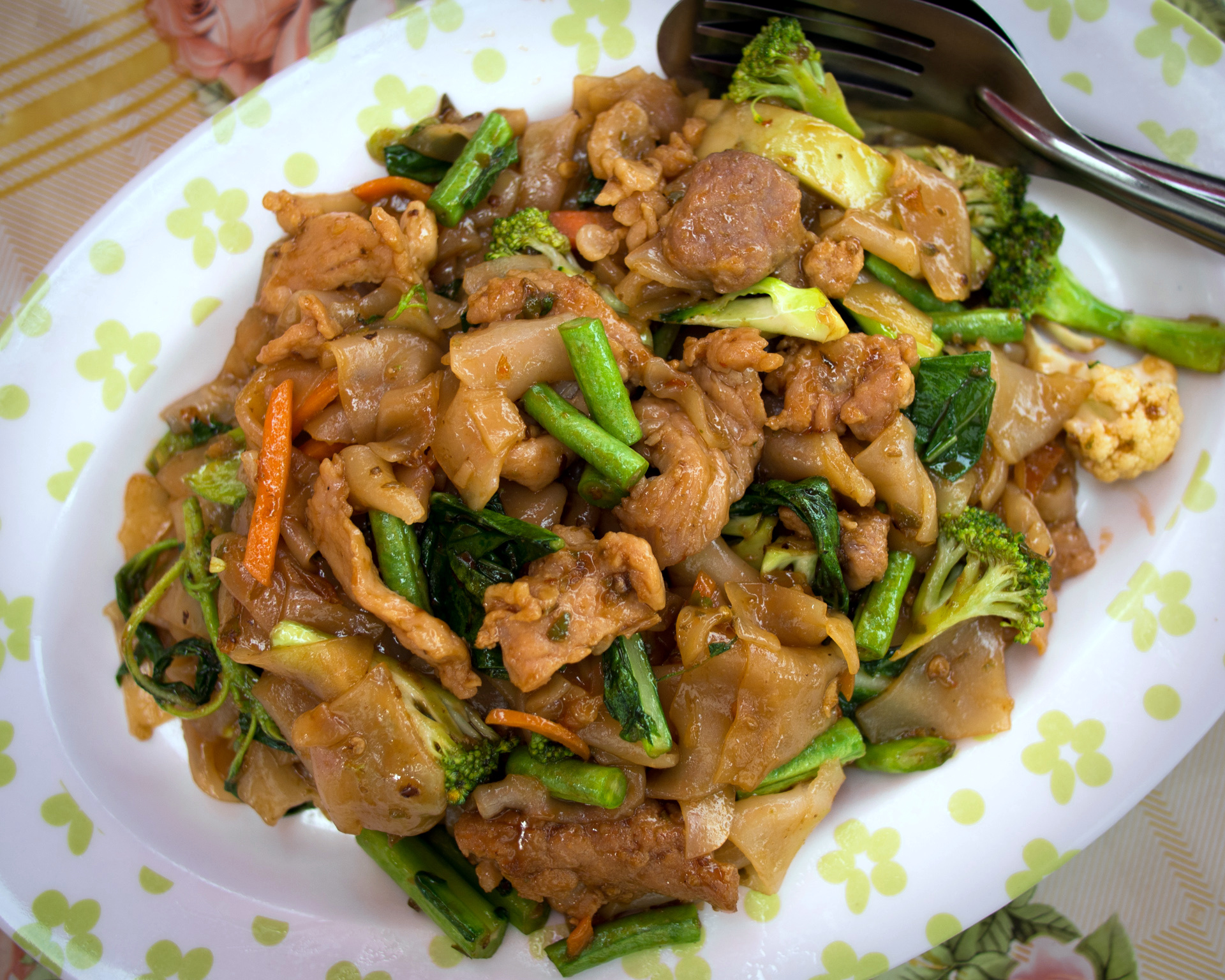
نودل مستی

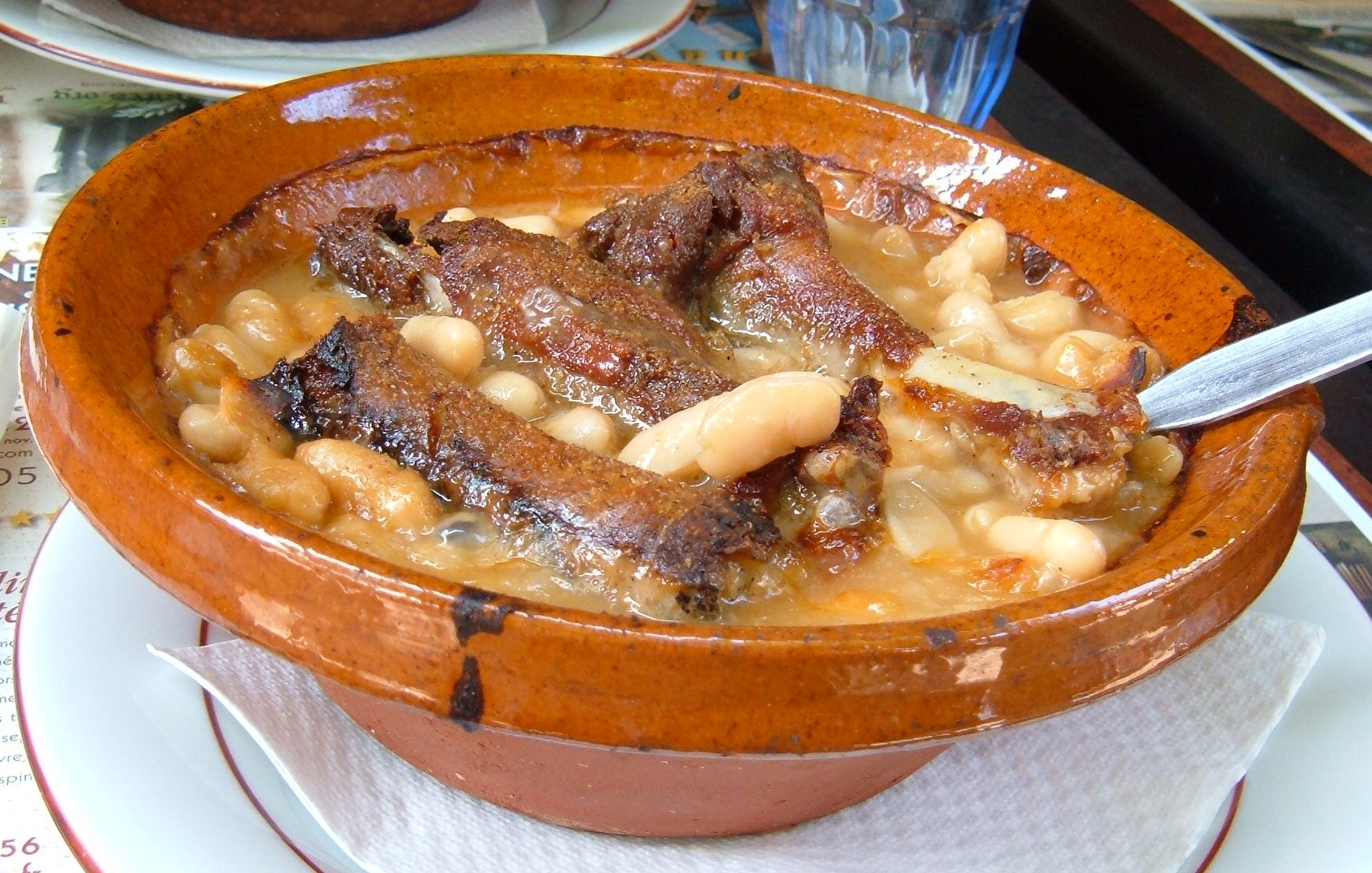
کسوله، نوعی خوراک فرانسوی

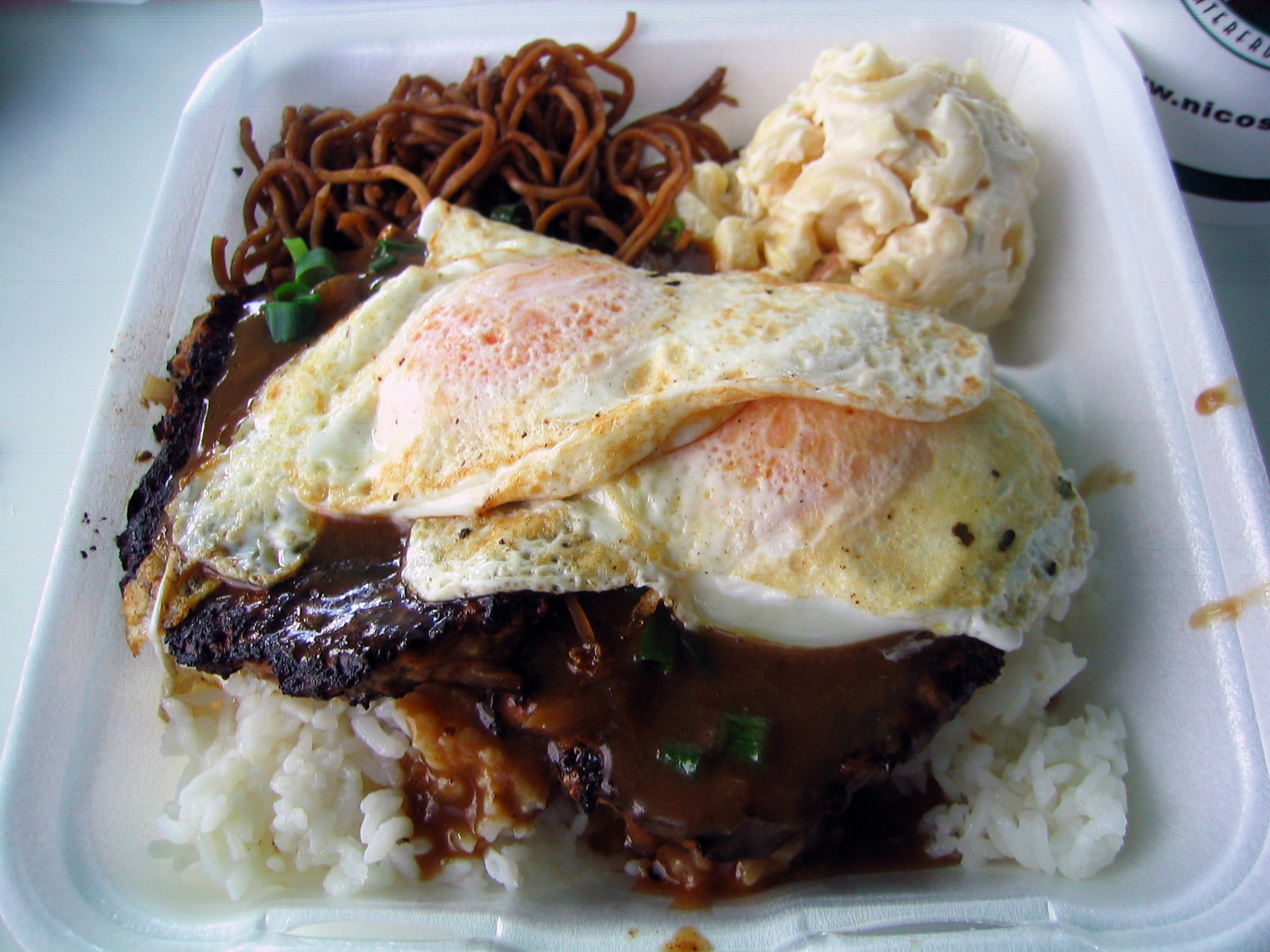
لُکو مُکو، شامل رشته های سوبا (چپ) و سالاد ماکارونی (راست)

اثربخشی مواد خوراکی که برای درمان یا بهبود خماری پیشنهاد می‌شوند از نظر علمی اثبات نشده‌است.
- غذاهایی که شامل مواد زیر باشند:
  - سیستئین[۷]
  - اسید گاما-لینولنیک[۸]
- الکل - مصرف مقدار کمی الکل تا اثر خماری را کم کند مانند موارد زیر:[۹][۱۰][۱۱]
  - بلادی مری
  - فرنت (نوعی نوشیدنی تلخ ایتالیایی)
  - ودکا[۱۲]
  - مرده زنده کن[۱۳]
- آب[۱۴][۱۳][۱۰][۱۱][۱۵][۱۶] یا مواد خوراکی سرشار از آب:
  - کیوی[۱۴]
  - موز[۱۷][۱۴][۱۸]
  - انجیر تیغی هندیfruit[۱۷]
  - گلابی اروپایی[۱۹] در میان مواد خوراکی بیشترین اثر را در برابر آلدهید دهیدروژناز دارد.
- نوشیدنی‌های کافئین دار، البته هنوز ارتباط دقیقی میان کافئین و خماری پیدا نشده‌است.
  - قهوه
  - اسپرسو[۱۲]
- عصاره‌ها:
  - آب‌میوه[۱۴]
  - آب خیارشور[۱۴][۲۰]
  - آب گوجه فرنگی[۱۷]
- چای
  - چای زنجبیل[۱۴]
  - چای سبز[۱۲]
  - چای نعنا و فلفل[۱۴]
- آب نارگیل[۱۷][۱۴][۹]
- سبزیجات
  - اسفناج[۱۴]
  - گوجه‌فرنگی[۱۴]
- سوپ‌ها
  - سوپ سیرابی
  - سوپ میسو[۱۴]
  - سوپ مرغ[۱۴]
- تخم‌مرغ.[۱۷][۱۴][۲۱] یا غذاهایی که با تخم پرندگان تهیه می‌شوند:
  - املت شترمرغ معمولی – پرکاربرد در آفریقای جنوبی برای از بین بردن خماری[۲۰]
  - صبحانه کامل – صبحانهٔ کامل انگلیسی[۱۲]
  - لُکو مُکو غذای هاوایی شامل برنج سفید، همبرگر، تخم مرغ، سس گریوی[۲۲]
  - املت[۲۳]
  - رامن[۱۲]
  - شاک شوکا[۲۲]
- غذاهی چرب[۵][۱۰]
  - ساندویچ بیکن
  - رول فیلۀ مرغ، نان باگت که داخل آن از مرغ فرآوری شده پر شده‌است.[۲۴][۲۵][۲۶]
  - همبرگر[۲۱][۲۷]
  - کره بادام زمینی[۱۳]
  - پیتزا[۲۱]
  - غذاهای سرخ کردنی[۲۸]
    - چوروs[۲۹]
    - مرغ سوخاری[۲۱][۳۰]
    - ساندویچ پنیر برشته یا گریل[۳۱]
    - پوتین[۱۲][۲۰][۳۲]
    - چیلاکیولز[۳۳]
    - روئلتو گارماجو – یک صبحانهٔ آرژانتینی شامل سیب زمینی، تخم مرغ، پنیر و سبزیجات.[۲۲]
    - یوتیائو[۳۴][۳۵]
- خوراک عمده
  - نان تست، [۱۷] یا نان تست و عسل[۱۴]
  - جو دوسر و بلغور جو دوسر[۱۴][۳۶]
  - اسپاگتی[۳۱]
  - کینوآ[۱۷]
- کَسوله[۱۲]
- سویچه[۱۲]
- شله[۳۷]
- دال با[۲۲]
- نودل مستی[۲۲][۲۰]
- عسل[۱۷][۱۴]
- کیشکیا – نوعی حلیم عراقی که از سدهٔ دهم میلادی در بغداد تهیه می‌شود و شامل گوشت و غلات است.[۳۸]
- خردل[۳۹]
- سوشی[۲۱]

## داروها
- استیل‌سیستئین[۴۰]
- سوبریتول[۴۱]
- تولفنامیک اسید[۸]